# Lienella cinctoria
Lienella cinctoria är en stekelart som först beskrevs av André Seyrig 1952.  Lienella cinctoria ingår i släktet Lienella och familjen brokparasitsteklar. Inga underarter finns listade i Catalogue of Life.